# Пряжа

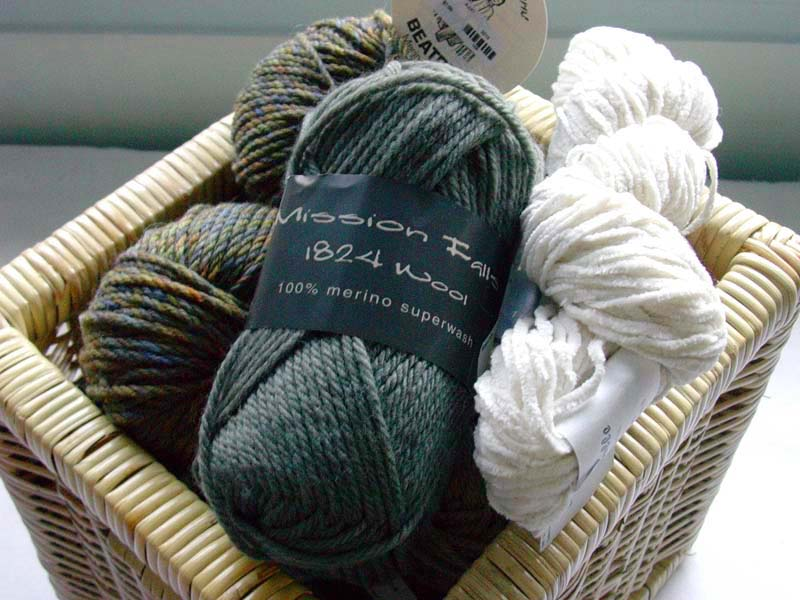
Пряжа

Пря́жа — безперервна тонка нитка зі скручених (іноді склеєних) між собою порівняно коротких натуральних або хімічних волокон; продукт прядіння. З пряжі виробляють тканини, трикотаж, килими, швейні нитки, канати тощо.
Натуральна пряжа буває вовняна, бавовняна, лляна, шовкова тощо.
Розрізняють пряжу:
- однорідну, з волокон одного виду, і мішану з суміші різних волокон;
- гребінну з найдовших і тонких волокон (вичесаних на гребінках), кардну з волокон середньої довжини (вичесаних на кардових машинах) і товщини й апаратну (виготовлена шляхом апаратного прядіння, з коротких і грубіших волокон, волокнистих відходів).

Гребінна пряжа відзначається гладенькою поверхнею, високою міцністю на розрив. Кардна пряжа менш гладка, міцність на розрив її досить висока. Апаратною є пряжа з пухнастою (ворсистою) поверхнею, її товщина нерівномірна, міцність на розрив невелика.
Пряжа буває також: сирова (неопоряджена), вибілена, мерсеризована, фарбована, меланжева і муліне; однониткова і кручена (з кількох ниток): високо об'ємна, армована (обвита іншими волокнами або нитками), фасонна тощо.